# Hrabstwo Olmsted
Hrabstwo Olmsted (ang. Olmsted County) – hrabstwo w stanie Minnesota w Stanach Zjednoczonych. Obszar całkowity hrabstwa obejmuje powierzchnię 654,80 mil2 (1 695,93 km²). Według danych z 2010 r. hrabstwo miało 144 248 mieszkańców. Hrabstwo powstało 20 lutego 1855 roku, a jego nazwa pochodzi od nazwiska Davida Olmsteda, pierwszego burmistrza miasta Saint Paul.

## Sąsiednie hrabstwa
- Hrabstwo Wabasha (północ)
- Hrabstwo Winona (wschód)
- Hrabstwo Fillmore (południe)
- Hrabstwo Mower (południowy zachód)
- Hrabstwo Dodge (zachód)
- Hrabstwo Goodhue (północny zachód)

## Miasta
- Byron
- Chatfield
- Dover
- Eyota
- Oronoco
- Rochester
- Stewartville